# Karabagh
Der Karabagh (aserbaidschanisch Qarabağ atı) ist eine kaukasische Pferderasse, die dort immer wieder zur Veredelung anderer Pferderassen herangezogen wurde.
Hintergrundinformationen zur Pferdebewertung und -zucht finden sich unter: Exterieur, Interieur und Pferdezucht.

## Exterieur
Karabaghen sind durchschnittlich 147–150 cm hohe, wendige, trittsichere, hübsche, meist goldfarbene (gelb-, braun- oder rotgold) Pferde, die wahrscheinlich eine Weiterentwicklung der Rassen Turkmene, Perser und Araber  waren. Ihr Hauptverbreitungsgebiet ist der südliche Kaukasus, Georgien, Aserbaidschan, Armenien, Bergkarabach. Vermutlich sind auch die Karabaghen im Nord-Iran den Karabaghen sehr ähnlich, möglicherweise handelt es sich hierbei sogar um einen anderen Zweig derselben Rasse.

## Interieur
Im Gegensatz zum typischen Fluchttierverhalten sucht der Karabagh sein Heil nicht in kopfloser Flucht, sondern erstarrt bei Gefahr zur Salzsäule. Dieses Verhalten kann im Gebirge lebensrettend sein.

## Zuchtgeschichte
Die Karabaghpferderasse ist eine sehr edle und alte Kaukasuspferderasse und wurde im Kaukasus und den angrenzenden Gebieten immer wieder zur Einkreuzung in andere Rassen herangezogen. So sind auch bei beispielsweise in den Rassen Kabardiner, Delibos, Don-Pferd oder Budjonny in einzelnen Linien Einflüsse des Karabaghpferdes zu finden. „Gebrannt“ werden Karabaghen in ihrer Heimat per Kaltbrandverfahren mit dem Fohlenbrand auf der linken Schulter und dem Jahrgangsbrand auf der rechten Schulter.
Durch politische Differenzen und kriegerische Auseinandersetzungen sind die Karabaghen reinen Blutes nicht mehr vorhanden. Heutige Karabaghen führen zu einem großen Teil (meist 50 Prozent und mehr) Vollblutaraber in ihren Abstammungsnachweisen.
Eine Zuchtzielbeschreibung vom Ursprungszuchtgebiet besteht zurzeit nicht; im bayrischen Spezialrassenverband wurde der Versuch unternommen, eine eigene Zuchtzielbeschreibung zu entwerfen. Diese ist jedoch mit dem Ursprungszuchtgebiet nicht abgesprochen. Es wird eine Reinzucht angestrebt. Da weltweit jedoch nur wenig bis gar keine reinrassigen Karabaghpferde mehr vorhanden sind, muss über das Wie der Weiterführung dieser Rasse nachgedacht werden. Dies wird zurzeit in Aserbaidschan getan.